# Podspady

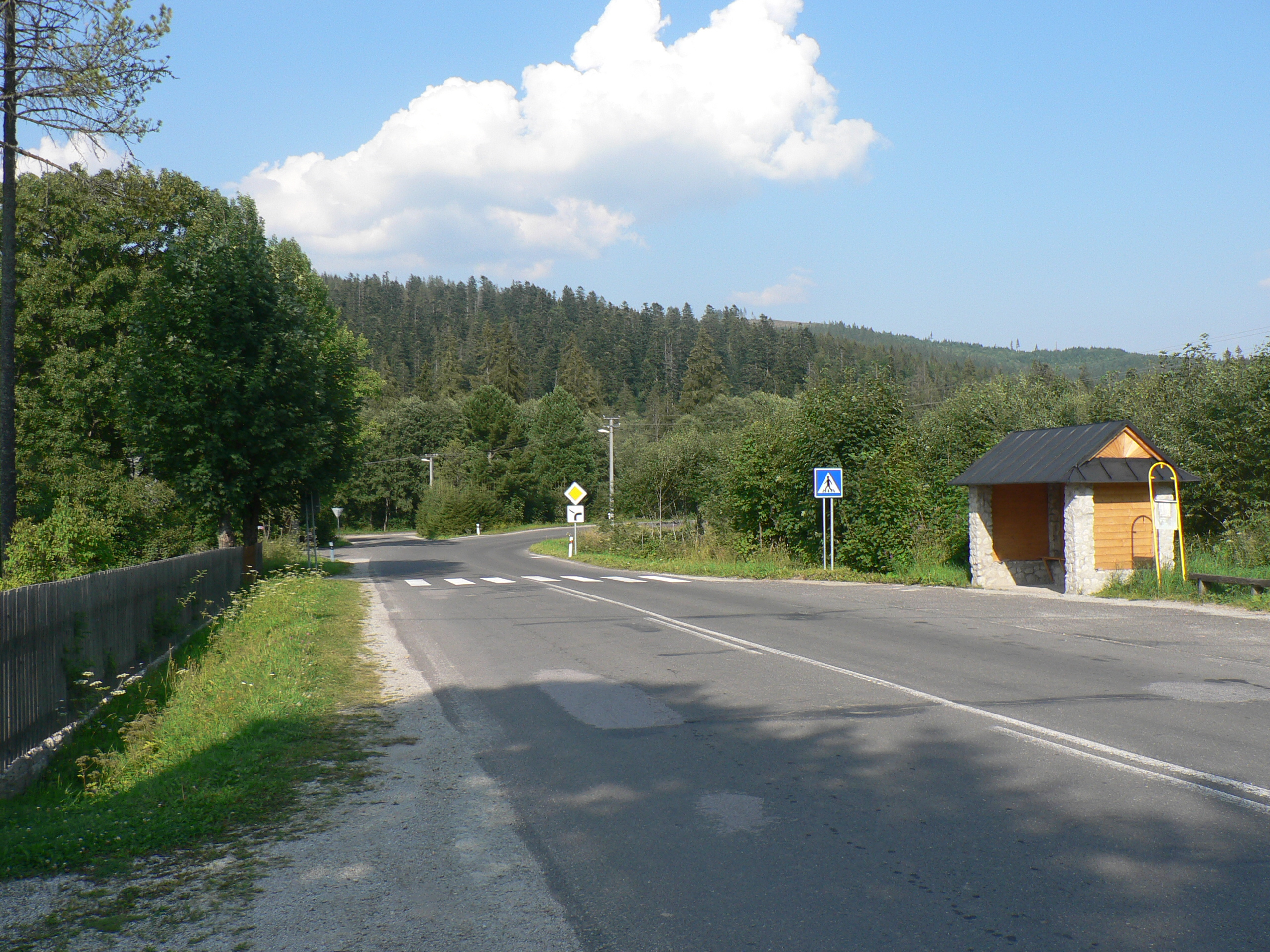
Skrzyżowanie w Podspadach

Podspady (słow. Podspády, niem. Rausch, Rauschen, Fluder, węg. Zúgó) – osiedle położone u północnych zboczy Tatr Bielskich na Słowacji, pomiędzy Jaworzyną Tatrzańską na zachodzie (3 km) a Zdziarem na wschodzie. Znajduje się przy Drodze Wolności, a administracyjnie należy do Jaworzyny Tatrzańskiej.

## Opis i historia
Podspady położone są na wysokości 912 m n.p.m., nad Jaworowym Potokiem. Dolina, w której leżą Jaworzyna i Podspady, nie ma ustalonej nazwy – umownie zwie się ją doliną Jaworowego Potoku, Wielka encyklopedia tatrzańska Zofii i Witolda Henryka Paryskich podaje zaś nazwę Rów Podspadzki. Dolina ta oddziela od siebie Tatry i grzbiet Chowańców Wierchu położony już na Pogórzu Spiskim. Przez Podspady przepływa też odnoga Białego Potoku, utworzona sztucznie na potrzeby młyna i wpadająca do Jaworowego Potoku poniżej osiedla. Na wschód od Podspadów do potoku wpada Goliasowski Potok, spływający spod Zdziarskiej Przełęczy Doliną Goliasowskiego Potoku. W rejonie miejscowości znajdują się wyloty dolin: Hawraniej z Doliną Czarnego Potoku i Nowej Doliny.
W Podspadach od Drogi Wolności odgałęzia się droga prowadząca na północ dalej wzdłuż Jaworowego Potoku przez dawne przejście graniczne Jurgów-Podspády (ok. 3 km od skrzyżowania) do Jurgowa.
Miejscowość założona została w 1837 r. przez tutejszych właścicieli ziemskich Horváthów-Palocsayów. Znajduje się tu przetwórnia drewna, pensjonat Murań, leśniczówka TANAP-u, a także gospoda, sklep spożywczy i punkt sprzedaży pamiątek z drewna. W dwudziestoleciu międzywojennym znajdowała się tu 13-kilometrowa kolejka linowa, która pozwalała na transport drewna z Tatr przez Zdziar do Lendaku.

## Nazwa
Nazwa osiedla powstała z połączenia dwuczłonowej ludowej nazwy Pod Spady – dawniej mówiono „Pod Spadami” zamiast „w Podspadach”. Prawdopodobne źródło tej nazwy to położenie osiedla u wylotów dolin Hawraniej i Nowej, w których znajdują się wysokie progi skalne, niemożliwe do pokonania bez sprzętu wspinaczkowego. Inne wytłumaczenia kojarzą nazwę ze spadającą wodą Jaworowego Potoku lub położeniem u zboczy wierchów. Nazwy niemiecka i węgierska są niedokładnymi kalkami z nazw słowiańskich, oparte na etymologii związanej ze spadającą wodą.